# پاکولت (کارولینای جنوبی)
پاکولت(به انگلیسی: Pacolet) شهری در ایالت کارولینای جنوبی کشور ایالات متحده آمریکا است که جمعیت آن در سرشماری سال ۲۰۱۰ میلادی، ۲٬۲۳۵ نفر بوده‌است.